# Jerome Karle
Jerome Karle (Nova York, EUA 1918 - 6 de juny de 2013) fou un químic nord-americà guardonat amb el Premi Nobel de Química l'any 1985.

## Biografia
Va néixer el 18 de juny de 1918 a la ciutat de Nova York. Va estudiar química i física a la Universitat de Nova York, on es graduà el 1937, i posteriorment amplià estudis a la Universitat Harvard, on realitzà un màster el 1938, i finalment a la Universitat de Michigan, on es doctorà el 1944.

## Recerca científica
Inicialment s'involucrà en el Projecte Manhattan per la fabricació de la bomba atòmica al costat de la seva esposa, Isabella Karle, sent aquesta una de les poques dones involucrades en el projecte.
Especialista en cristal·lografia, sent director d'investigació del Laboratori d'Investigació Naval de Washington DC inicià la seva col·laboració amb el matemàtic Herbert A. Hauptman en la recerca d'estructures cristal·lines moleculars d'àtoms lleugers per l'anàlisi dels corresponents espectres de difracció de raigs X dels neutrons i electrons mitjançant mètodes matemàtics nous. Els resultats d'aquests estudis van contribuir de manera decisiva al millor coneixement de temes de química inorgànica com la determinació de radis iònics i atòmics d'àtoms metàl·lics, les estructures de complexos inorgànics i els compostos intermetàl·lics.
L'any 1985 fou guardonat, juntament amb Herbert A. Hauptman, amb el Premi Nobel de Química per la seva contribució en el desenvolupament de mètodes directes per determinar estructrues cristal·lines.